# Joseph McDonald
Joseph McDonald, noto anche come Joe Mac (Somerville, 1917 – 1997), è stato un mafioso statunitense.

## Biografia
Reduce dalla Seconda guerra mondiale, diventò membro della Winter Hill Gang. Era conosciuto come un attaccabrighe e socio di James McLean. Nel 1976 fu arrestato dall'FBI, dopo un furto di un francobollo del valore di $50,00. Nei primi anni '80, fu di nuovo arrestato e condotto in prigione. Morì nel 1997, subito dopo la sua scarcerazione.